# Prix Alitalia
 (juin 2023).
Le Prix Alitalia (Premio Alitalia) est une récompense cinématographique italienne décernée annuellement par l'Académie du cinéma italien dans le cadre des David di Donatello. Ce prix spécial est décerné de 1984 à 1991 et est nommé d'après la compagnie aérienne italienne Alitalia qui parraine le prix. Il récompense des personnalités du cinéma italien, acteur, réalisateur, scénariste ou producteur.

## Palmarès

### Années 1980
- 1984 : Ettore Scola pour son film Le Bal (Ballando, ballando)
- 1985 : Francesco Rosi pour son film Carmen
- 1986 : Nanni Moretti
- 1987 : Anna Maria Clementelli, Silvio Clementelli (it), Damiano Damiani et Fulvio Lucisano pour leurs travaux sur le film L'Enquête (L'Inchiesta)
- 1988 : Claudia Cardinale
- 1989 : Monica Vitti

### Années 1990
- 1990 : Nino Manfredi
- 1991 : Enrico Montesano